# Kinyeti
Le Kinyeti est une montagne du Soudan du Sud située à une quinzaine de kilomètres au nord de la frontière avec l'Ouganda. Avec 3 187 mètres d'altitude, c'est le point culminant du pays.